# 上野大介
上野 大介（うえの だいすけ、1973年-）は、毎日放送制作スポーツ局東京制作部長兼チーフプロデューサー、プロデューサー・演出家。

## 来歴・人物
大阪府出身。大阪府立春日丘高等学校を経て、同志社大学経済学部に進学。在学中に同志社グリークラブ第64代学生指揮者としても活躍。卒業後の1997年に毎日放送へ入社し、テレビ制作部に配属。1999年に東京支社テレビ制作部へ異動となり、『世界ウルルン滞在記』のAD・ディレクターを経て、総合演出を担当。『情熱大陸』ディレクター、『1万人の第九』総合演出などを経て、2008年10月から『情熱大陸』のプロデューサーを務めるのを機に数々のテレビ番組をプロデュースしている。ロサンゼルスのＵＳ国際映像祭ドキュメンタリー大賞、ドイツのワールド・メディア・フェスティバル銀賞など、国内外で多くの受賞歴を持つ。2017年から『音舞台』の舞台制作プロデューサーを担当。同志社大学社会学部メディア学科の「メディア・プロフェッショナル実践講座」では講師を務めた。2021年4月1日付で東京制作部長に就任する。

## 現在の担当番組
- セダイゴエ（チーフプロデューサー、2020年9月12日）
- 平気なの!?って聞くTV（プロデューサー、2020年9月27日）
- ジェラシーの女王 → 禁断の嫉妬調査 ジェラシーなアイツ（チーフプロデューサー、2021年2月6日 - ） ほか

## 過去の担当番組
- 世界ウルルン滞在記（ディレクター→総合演出→チーフプロデューサー）
- 情熱大陸（ディレクター→プロデューサー）
- EXILE魂（プロデューサー）
- ホムカミ〜ニッポン大好き外国人 世界の村に里帰り〜（プロデューサー）
- さまぁ〜ずの世界のすげぇにツイテッタ〜（プロデューサー）
- 水野真紀の魔法のレストランR（プロデューサー）
- メッセンジャーの○○は大丈夫なのか?（プロデューサー）
- 1万人の第九（総合演出／プロデューサー→総合演出／チーフプロデューサー　一時期離れた後、2016年より総合演出／プロデューサーとして再び担当。2019年まで）
- 林先生が驚く初耳学!（チーフプロデューサー、2017年10月29日 - 2019年3月17日） 
  - 林先生の初耳学（チーフプロデューサー、2019年4月14日放送回 - 2021年3月）ほか
- プレバト!!（チーフプロデューサー、以前はプロデューサー）

## 受賞歴
- 『魂のタクト～大植英次バイロイトに立つ』（2005）

・ギャラクシー奨励賞
- 『情熱大陸　アリス・紗良＝オット編』

・ロサンゼルスＵＳ国際映像祭（2010）ドキュメンタリー部門　最優秀賞
　「ベスト・オブ・フェスティバル（ドキュメンタリー大賞）」
・アジアテレビ賞（2010）
　音楽番組部門「ＨＩＧＨＬＹ　ＣＯＭＭＥＮＤＥＤ」（奨励賞）
・ドイツ「ワールドメディア・フェスティバル」（2011）
　ドキュメンタリー芸術番組部門　銀賞
- 『魂のメス～１万人の命を救った小児外科医』

・ロサンゼルスＵＳ国際映像祭（2011）
　ドキュメンタリー社会問題部門　クリエイティブエクセレンス
・ドイツ「ワールドメディア・フェスティバル」（2011）
　ドキュメンタリー人間関係部門　銀賞
- 第26回ATP賞テレビグランプリ　特別賞「情熱大陸」（2009)

- 平成26年日本民間放送連盟賞近畿地区審査テレビ・エンターテインメント番組部門

　　審査員特別賞「ホムカミ〜日本大好き外国人！世界の村に里帰り〜」（2014)
- ギャラクシー賞テレビ部門奨励賞「僕が舞台を降りる日～芸人解散ドキュメント～」（2017）

- 第42回JNNネットワーク協議会賞　特別部門特別作品賞「プレバト！！」（2018）

- 放送人グランプリ2020　企画賞「プレバト！！」（2020）

## 主なプロデュース番組
- 世界究極探訪ツアー（2006）
- 北欧しあわせ食堂（2009）
- ウルルン番外編・ドイツ国際平和村体験記（2009）
- ホリケンのどうぶつスクープ王国（2010）
- しあわせ！未来製作所・グリーンリーダーズの挑戦（2010）
- 世界！ご長寿グルメ旅（2010）
- あっぱれニッポン人！コレが世界のイチバン（2011）
- 世界！ご長寿超人グランプリ（2011）
- いいねっ！ニッポン！世界に誇るスゴ技ＳＰ（2012）
- P&Gスペシャル 夢の舞台ロンドンへ！アスリート母と子の絆（2012）
- 向井理の熱血授業SP 世界の夢を見にいこう（2012）
- 世界!ご長寿超人グランプリ２ 新春!ご長寿七福神を探せ（2013）
- 小さなセカイの大きなチカラミクロワールド大冒険（2013）
- 日本全国大捜索SP 絶好調さん、み～つけた！（2014）
- 世界究極絶叫ツアーｉｎアメリカ（2014）
- ウソ！ホント？マジで！？（2015）
- 世界ウルルン滞在記・２０１５夏の特別編 ドイツ平和村再会スペシャル（2015）
- クイズ昔は当たり前（2015）
- 僕が舞台を降りる日〜芸人解散ドキュメント〜（2017）
- 世界もしものお買い物（2018）
- 親の顔見たい！ザ・ワールド（2018）
- イマドキ親子の事件簿（2019）
- 世界ウルルン滞在記SP（2019）
- 世界まさかのお買い物（2019）
- 情熱大陸「東京フィルハーモニー交響楽団」（2020）